# Chirita hookeri
Chirita hookeri är en tvåhjärtbladig växtart som beskrevs av Charles Baron Clarke. Chirita hookeri ingår i släktet Chirita och familjen Gesneriaceae. Inga underarter finns listade i Catalogue of Life.